# Willie Rushton

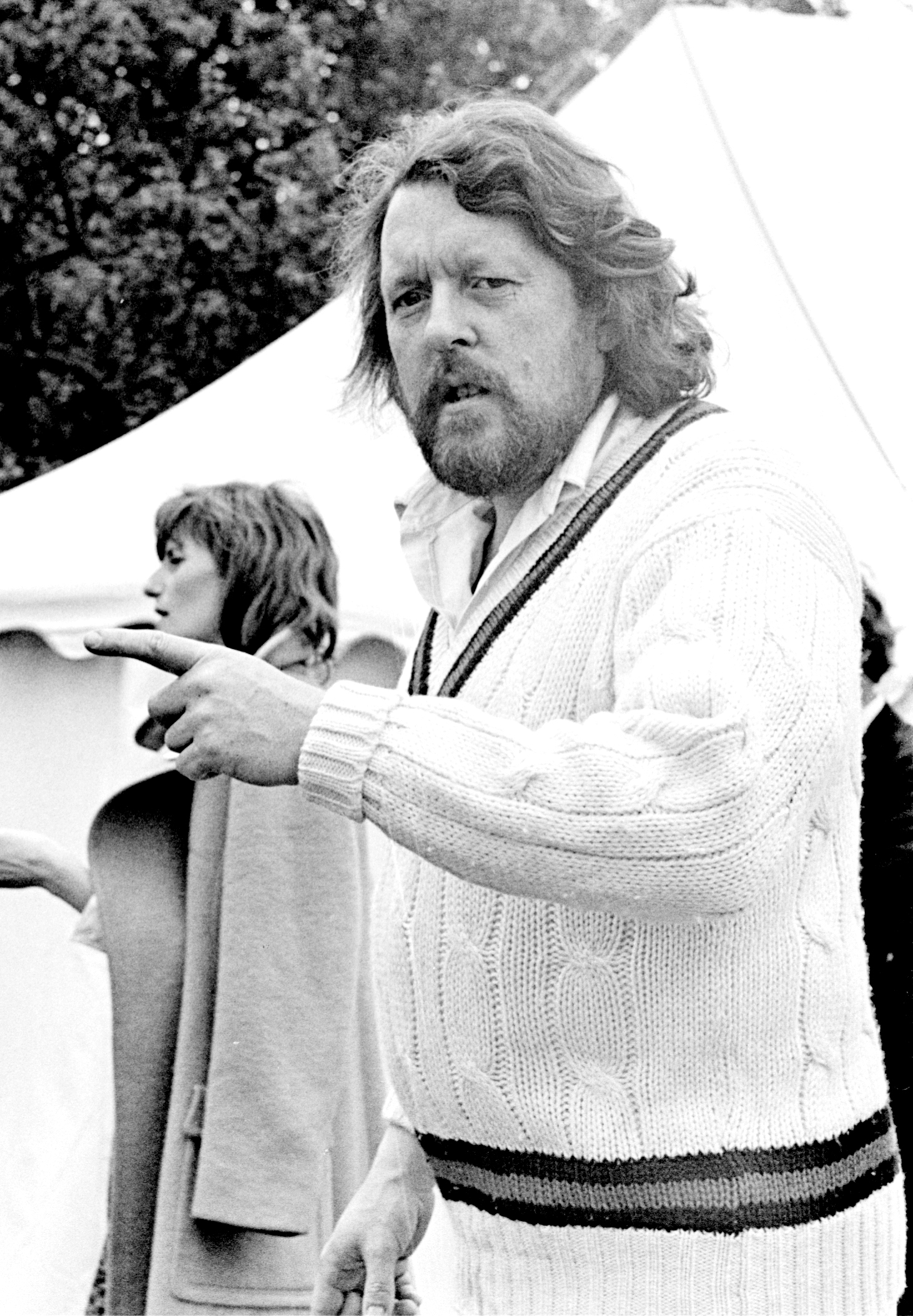
Willie Rushton 1976

William George „Willie“ Rushton (* 18. August 1937 in Chelsea; † 11. Dezember 1996 in Kensington) war ein britischer Cartoon-Zeichner, Satiriker, Comedian und Schauspieler.

## Leben und Wirken
Rushton war einer der Gründer von Private Eye mit seinen Shrewsbury School-Freunden Christopher Booker, Paul Foot und Richard Ingrams und hatte zunächst die Aufgabe des Layout Gestaltens. Er war einer der Cartoon-Zeichner bis zu seinem Tod. Er wurde berühmt durch seine Auftritte in That Was The Week That Was und anderen Fernsehsendungen mit David Frost. Später trat er im Fernsehen als Plautus in Up Pompeii! auf und las Geschichten für Jackanory – besonders erwähnenswert ist sein Umgehen mit Winnie the Pooh.
Gegen Ende seines Lebens trat er oft als Gast in zahllosen Fernsehshows unterschiedlicher Qualität wie Through the Keyhole auf. Er lieh der Trickserie The Trap Door seine Stimme, ebenso einigen Fernsehwerbungen.
22 Jahre lang war er Spieler der lange laufenden BBC Radio 4-Radioshow I’m Sorry I Haven’t a Clue. Er war seit der dritten Staffel ein reguläres Mitglied der Gruppe und blieb es bis zu seinem plötzlichen Tod 1996. Seitdem wurde keine dauerhafte Vertretung für ihn gefunden, sondern immer wechselnde Gäste haben seinen Sitz eingenommen.
Rushton illustrierte auch Auberon Waughs "Way Of The World"-Kolumne in The Daily Telegraph von 1990 bis zu seinem Tod.
Während er bei Private Eye arbeitete, kandidierte er 1963 (unter dem Slogan "Death to the Tories") bei der Kinross und West Perthshire-Wahl 1963 gegen Alec Douglas-Home (in Eye als Baillie Vass bekannt), der sich zur Wahl stellte, um Premierminister zu werden. Am Abend vor der Wahl zog er seine Kandidatur zurückunterstützte den Kandidaten der Liberal Party, der als der glaubwürdigste Herausforderer erschien; das war zu spät, um seinen Namen von den Wahlzetteln zu nehmen und so erhielt Rushton 45 Stimmen.
Er war eine beliebte Wahl als Sprecher für Hörbücher, besonders solche für Kinder. Er nahm 18 der Bücher von Wilbert Awdry der Eisenbahngeschichten-Serie auf; außerdem nahm der Adaptionen der Asterix-Bücher und von Alice im Wunderland auf.
Rushton starb aufgrund von Komplikationen nach einer Herzoperation am 11. September 1996.

## Gedenken
- Rushton wird durch eine blaue Plakette am U-Bahnhof Mornington Crescent geehrt, ein Verweis auf das Spiel Mornington Crescent in I'm Sorry I Haven't A Clue.
- BBC Radio 7 sendete in der Woche seines 11. Todestages fünf Folgen der Sendung, an jedem Wochentag eine (11. bis 15. Dezember 2006). Die Sendungen waren jene, die als letzte mit ihm aufgenommen worden waren.

## Schriften (Auswahl)
- Spy Thatcher: An Insult to British Intelligence.
- W. G. Grace's Last Case.
- SuperPig.
- Pigsticking. A joy for life.
- Humphrey – The Nine Lives of the Number Ten Cat. Pavilion Books, London 1995.